# Perizoma eudoxia
Perizoma eudoxia là một loài bướm đêm trong họ Geometridae.